# Stella Falkner-Söderberg
Stella Margareta Falkner-Söderberg, född 11 mars 1904 i Stockholm, död 4 september 1991 i Sundbyberg, var en svensk konstnär. 
Hon var dotter till Frans Nilsson Falkner och Anna Meta Hansen och gift första gången 1926–1935 med Torsten Jovinge och andra gången från 1936 med Tom Söderberg samt mor till Lena (1928–2011), gift med Hans Palmstierna, och Marika. Hon var syster till Fanny Falkner och kusin med Tage Falkner. 
Falkner studerade för Carl Wilhelmson i Stockholm 1923–1926 och därefter i Paris 1926 och under studieresor till Belgien 1937. Tillsammans med Bengt Orup ställde hon ut på Killbergs konstsalong i Helsingborg 1942 och hon medverkade i samlingsutställningar med Östgöta konstförening. Hennes konst består av porträtt, landskap och interiörer. Som illustratör illustrerade hon bland annat några av Edith Unnerstads barnböcker. Hon var under många år medarbetare och tecknare i Helsingborgs Dagblad. 
Hon utgav 1970 boken Fanny Falkner och August Strindberg.